# Vito De Palma (giornalista)
Vito Francesco Antonio De Palma (Bari, 25 dicembre 1958) è un telecronista sportivo e giornalista italiano naturalizzato argentino.
Lavora con ESPN e risiede a Buenos Aires.

## Biografia
Vito De Palma è nato a Bari. Suo padre era diplomatico e dunque si muoveva all'interno del paese tra varie città importanti come Roma, Firenze e Napoli. La sua educazione scolastica lo ha visto studiare presso il Liceo Luciano Manara e la Scuola Calza Gli Querce, tra gli altri. Dal 1973 al 1974, è stato alunno della prestigiosa Scuola Militare Nunziatella, il liceo di formazione militare più antico di Italia. All'età di 25 anni, Vito ha accompagnato il padre durante la sua ultima missione diplomatica a Buenos Aires, in Argentina e ha deciso di stabilirsi lì. Risiede in Argentina da trentanove anni, essendo arrivato nel paese sudamericano nel 1983. Ha studiato presso la facoltà di farmacia dell'Università di Buenos Aires ed ha posseduto una farmacia nella capitale argentina.

### Carriera da giornalista
Oltre a ciò, si è dedicato al giornalismo sportivo. Dal primo anno di università ha iniziato a lavorare per il Diario Clarín a Buenos Aires come cronista. Successivamente, è entrato in ambito televisivo, cominciando a lavorare con ESPN a partire dal 2000 come commentatore sportivo.

### ESPN
È stato conduttore di diversi programmi del network ESPN durante la sua carriera, come Hablemos de Fútbol e ESPN FC. Ha inoltre condotto il programma del suo allora collega Tito Puccetti Balón Dividido ed è sporadicamente apparso nel programma ESPN F90, guidato da Sebastián Vignolo. È anche stato inviato in Italia come inviato sul campo di gioco. Attualmente commenta partite delle varie competizioni europee ed è specializzato sulla Serie A, date le sue forti radici italiane. Ha anche commentato partite dell'UEFA Champions League e dell'UEFA Europa League disputate da squadre italiane. Ha commentato inoltre diverse gare delle nazionali di calcio, specialmente quelle della Nazionale di calcio dell'Italia. Ha commentato partite insieme a personaggi come Germán Sosa, Tito Puccetti, e Jorge Barril. Con quest’ultimo è costantemente associato nell'ambito della rubrica che trasmette le partite più importanti della Serie A, "La dupla del calcio". È soprannominato il Calciologo di ESPN per la sua ampia conoscenza del calcio italiano. 

### Politica
Il 5 settembre 2022 annuncia, con un video sulla sua pagina Instragram, la candidatura alle elezioni politiche italiane del 2022. Si presenta per la lista unitaria del centro-destra nella ripartizione America meridionale alla Camera dei Deputati.

## Vita personale
Ha ottenuto la cittadinanza argentina dato che vive nel paese da 39 anni e continua a mantenere la sua nazionalità italiana. Risiede a Buenos Aires con sua moglie e i suoi 4 figli, due dei quali sono nati in Argentina.